# El rei granota
El rei granota o en Janferrís (alemany: Der Froschkönig oder der eiserne Heinrich) és un conte dels germans Grimm recollit al llibre Kinder- und Hausmärchen (Contes d'Infants i per a la Llar) de 1812. El conte enceta el recull, per la qual cosa porta l'etiqueta KHM 1.

## Argument
La princesa estava jugant quan li va caure una pilota d'or a l'estany. Una granota es va oferir a ajudar-la a recuperar-la a canvi d'un regal. Ella li va oferir riqueses però la granota va demanar de ser el seu company, seure amb ella a taula i dormir al seu llit. La princesa hi accedeix però quan té de nou la pilota entre les mans, corre fugint sense complir la promesa.
L'endemà la granota viatja a palau per reclamar el compliment del pacte. El rei la sent i obliga la seva filla a obrir la porta a l'animal i sopar amb ell. A la nit, quan estan sols a la cambra, la noia no vol posar la granota al seu llit i la llença contra la paret. De l'impacte es transforma en un príncep que havia estat encantat per una bruixa. Aleshores la parella comença una nova vida d'amor.

## Anàlisi
El conte tracta de la importància de complir les promeses (si no hagués obert la porta, la princesa hauria perdut el seu amor), de la falsedat de les aparences i del pas a la maduresa, ja que la granota demana dormir amb la princesa i l'enuig d'ella transformat en amor ha estat vist com un paral·lel de la nit de noces. La maduresa s'adquireix per la iniciació a la sexualitat, pel sentit del deure (s'ha de complir la paraula donada) i pel canvi del joc a la vida domèstica.
A la tradició posterior, la granota demana un petó, que és el que pot desfer l'encanteri. El petó té lloc de nit, quan ella li dona a canvi que desaparegui de la seva vida. La substitució de la violència per un acte de tendresa emfasitza el caràcter de transició de la nit nupcial. Aquest petó ha passat a la cultura popular i apareix en nombrosos contes amb granotes encantades. Fins i tot inspira transformacions i paròdies com The Princess and the Frog o la saga Shrek. En altres variants del conte de Grimm, la narració és més breu i ella fa el petó a la vora de l'estany a canvi de la pilota.
El motiu dels animals que es transformen en persones o a la inversa té una llarga tradició als contes de fades i la mitologia, com proven Les Metamorfosis clàssiques i l'abundància d'encanteris en històries àrabs i medievals. L'amor com a antídot apareix a altres relats com La bella i la bèstia.